# Clymeneis stigmosa
Clymeneis stigmosa är en ringmaskart som beskrevs av Martin Heinrich Rathke 1843. Clymeneis stigmosa ingår i släktet Clymeneis och familjen Sabellidae. Inga underarter finns listade i Catalogue of Life.